# 松平直純
松平 直純（まつだいら なおすみ）は、江戸時代中期の大名。播磨国明石藩の第3代藩主。官位は従四位下左兵衛督。直良系越前松平家4代。

## 生涯
享保12年（1727年）、第2代藩主・松平直常の長男として明石城にて誕生。母は側室で松田友成の養女・幾代子。直常より處次郎の名を与えられる。元文2年（1737年）に元服し、直常より直純の諱を与えられる。この年、生母の幾代子が死去する。翌元文3年（1738年）、初めて8代将軍・徳川吉宗に御目見する。元文5年（1740年）、左兵衛を名乗る。従五位下を叙任し、左兵衛佐と改称する。
寛保3年（1743年）、直常の隠居に伴い家督を相続する。藩財政窮乏のため半知借り上げ、上米を実施する。延享2年（1745年）、牧野貞通の娘・千姫と婚姻する。寛延元年（1748年）、朝鮮通信使が来日し、幕府より接待を命じられる。この年、千姫との間に長男・處次郎が誕生する。従四位下に昇進する。寛延3年（1750年）、財政窮乏対策として銀札を発行する。宝暦2年（1752年）、左兵衛督と改称する。宝暦12年（1762年）、再び朝鮮通信使の接待を行う。明和元年（1764年）3月20日（公式な没日は3月22日）に病没、享年38。長男の直泰が家督を継いだ。

## 系譜
- 父：松平直常（1679-1744）
- 母：幾代子 - 松田友成の養女
- 正室：千姫 - 牧野貞通の娘
  - 長男：松平直泰（1749年 - 1804年）
- 生母不明の子女
  - 次男：松平直瑗
  - 四男：松平直喬
  - 女子：満 - 利佐姫、真明院、相良福将婚約のち池田政弼正室